# Gümüşdibek, Akdağmadeni
Gümüşdibek là một xã thuộc huyện Akdağmadeni, tỉnh Yozgat, Thổ Nhĩ Kỳ. Dân số thời điểm năm 2010 là 215 người.